# Wohnanlage Ahornstraße
Die Wohnanlage Ahornstraße ist ein Ensemble aus drei Wohngebäuden vom Beginn der 1910er Jahre, entworfen von dem Baumeister Hermann Barth. Sie liegt in der Gemarkung Radebeul der sächsischen Stadt Radebeul an der Kreuzung Ahornstraße/Trachauer Straße.

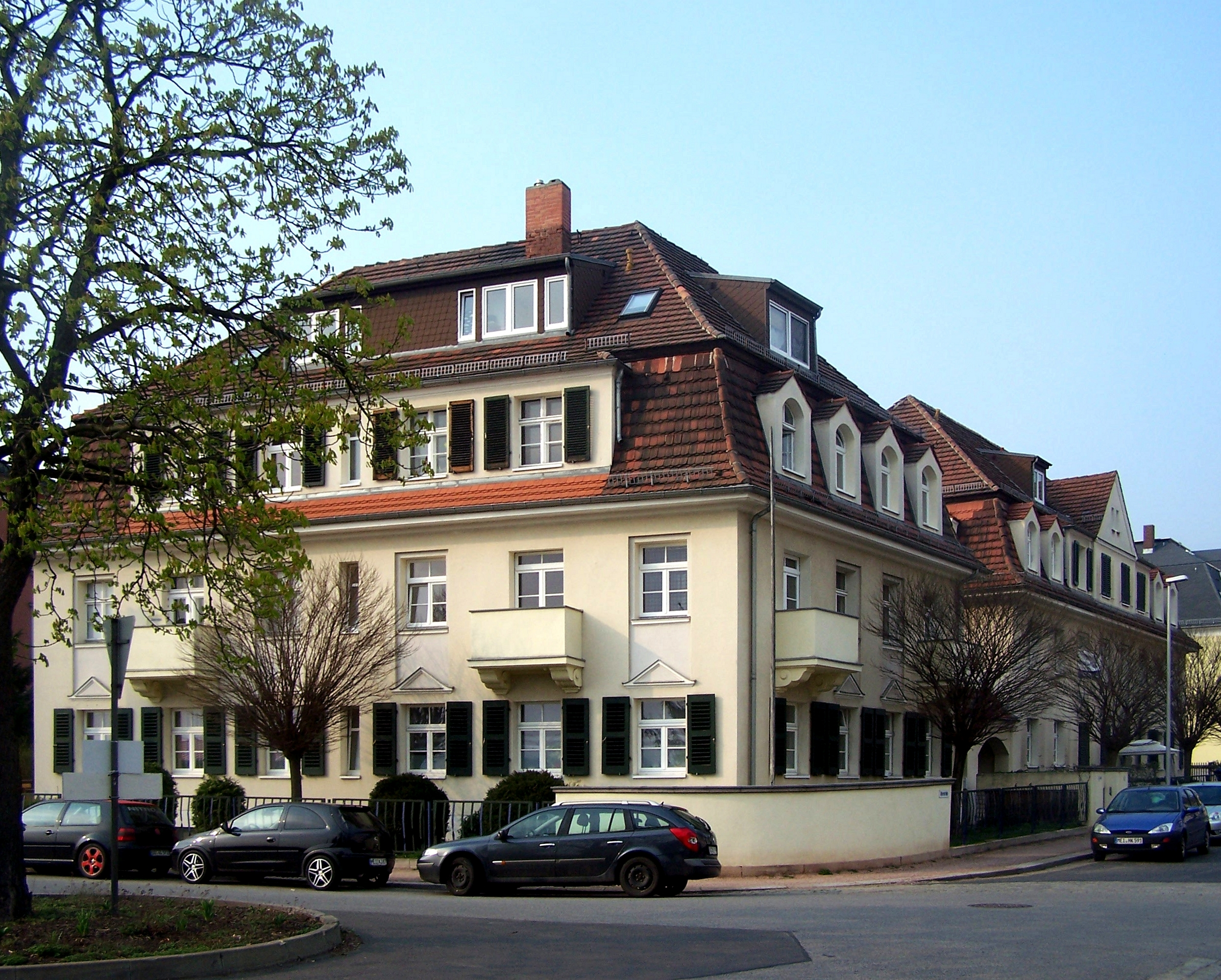
und (hinten)

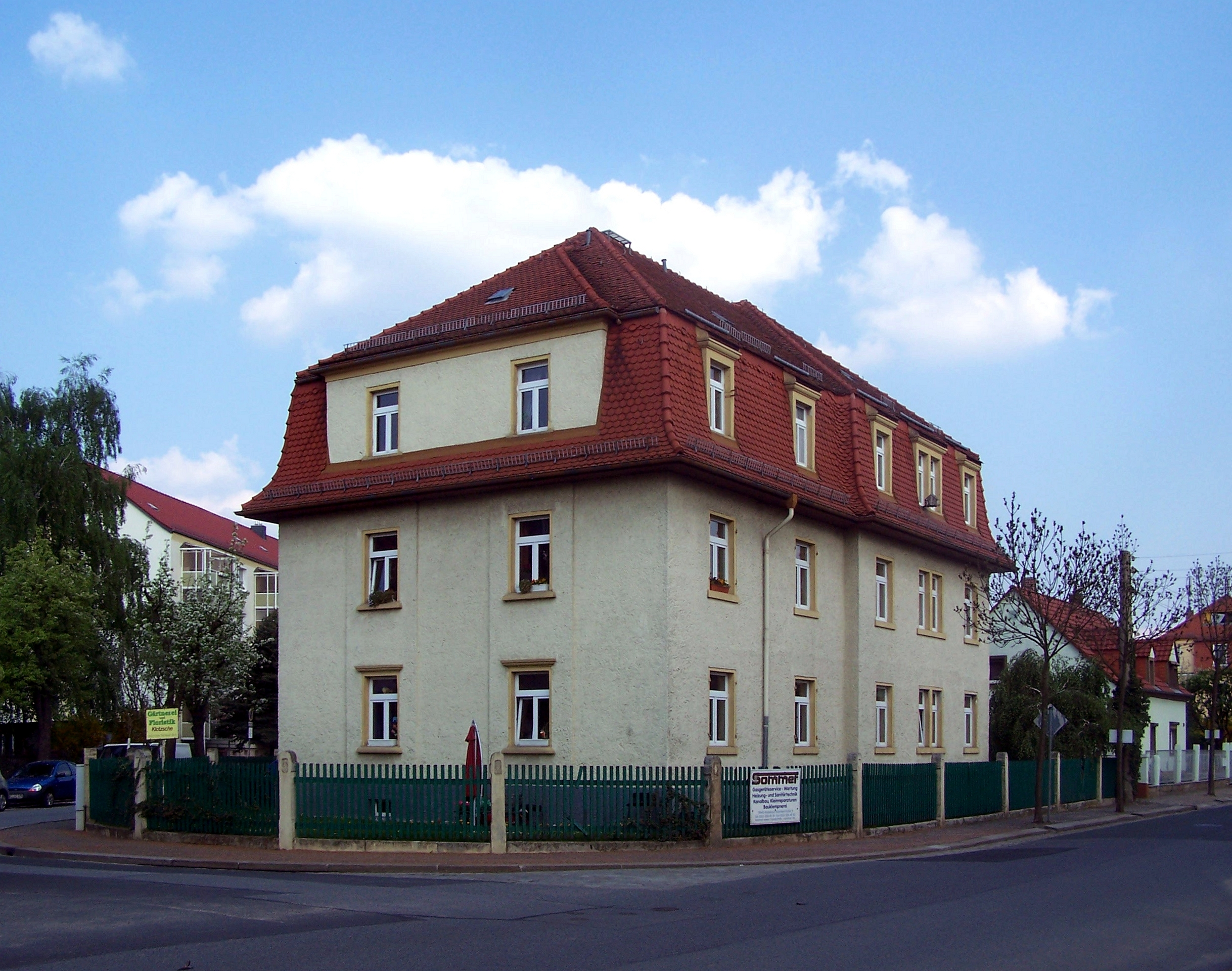
2017 nicht mehr denkmalgeschützt:

Die unter Denkmalschutz stehenden Mehrfamilienhäuser haben die Adressen Ahornstraße 5/7 und Ahornstraße 9.

## Beschreibung
Die durch einen überdachten Zugang miteinander verbundenen Putzbauten an der Ahornstraße weisen große, zweigeschossig ausgebaute Mansardwalmdächer mit zahlreichen Dreiecksgiebel- und Schlepp-Gauben und zur Trachauer Straße mit einer breiten Hechtgaube auf. Die Erdgeschossfenster werden von Klappläden eingerahmt, vor einigen Obergeschossöffnungen sitzen Balkone. Die Erdgeschossfenster seitlich der Balkone werden von Dreiecksverdachungen geschmückt.
Das Wohngebäude Nr. 9 an der Straßenecke weist einen hakenförmigen Grundriss auf. Der Flügel an der Trachauer Straße ist sechseinhalb Fensterachsen breit, der an der Ahornstraße vier Achsen kurz.
Die Ahornstraße 5/7 ist ein symmetrisches Doppelhaus, dessen Mitte im Dach durch einen vierachsigen Dachhecht mit einem zweiachsigen Dreiecksgiebel betont wird.
Das Haus Trachauer Straße 1 gehörte laut Radebeuler Denkmalliste 2012 zur Wohnanlage, war 2017 jedoch nicht mehr denkmalgeschützt.

## Geschichte
Im April 1911 reichte Arthur Jursch den Bauantrag für ein kleines Wohnhaus-Ensemble an der Ahornstraße ein, dessen Pläne wohl von dem Baumeister Hermann Barth stammten. Die Bauausführung sollte bei der Baufirma Hörnig & Barth liegen. Im Mai 1911 wurden die Pläne mit der anhängenden Ausnahmebewilligung dem Landesverein Sächsischer Heimatschutz als Gutachter vorgelegt. Die Negativantwort an die Amtshauptmannschaft Dresden-Neustadt enthielt die Begründung: „Das Gebäude würde in seiner jetzt geplanten Grössenausdehnung die Blicke so sehr auf sich ziehen, dass unbedingt eine einwandfreie Architektur zu fordern ist. Dass die … Ansichten diesen Anforderungen nicht entsprechen, lehrt zumindest die dreieckförmige Dachplattform.“ Die Vorschläge des Landesvereins führten zu Planänderungen, die im Juni 1911 genehmigt wurden. Bereits acht Tage später erfolgte die Anzeige der Rohbauvollendung und für Anfang Oktober 1911 erging die Bitte um Bezugsgenehmigung.